# Oh! By Jingo!

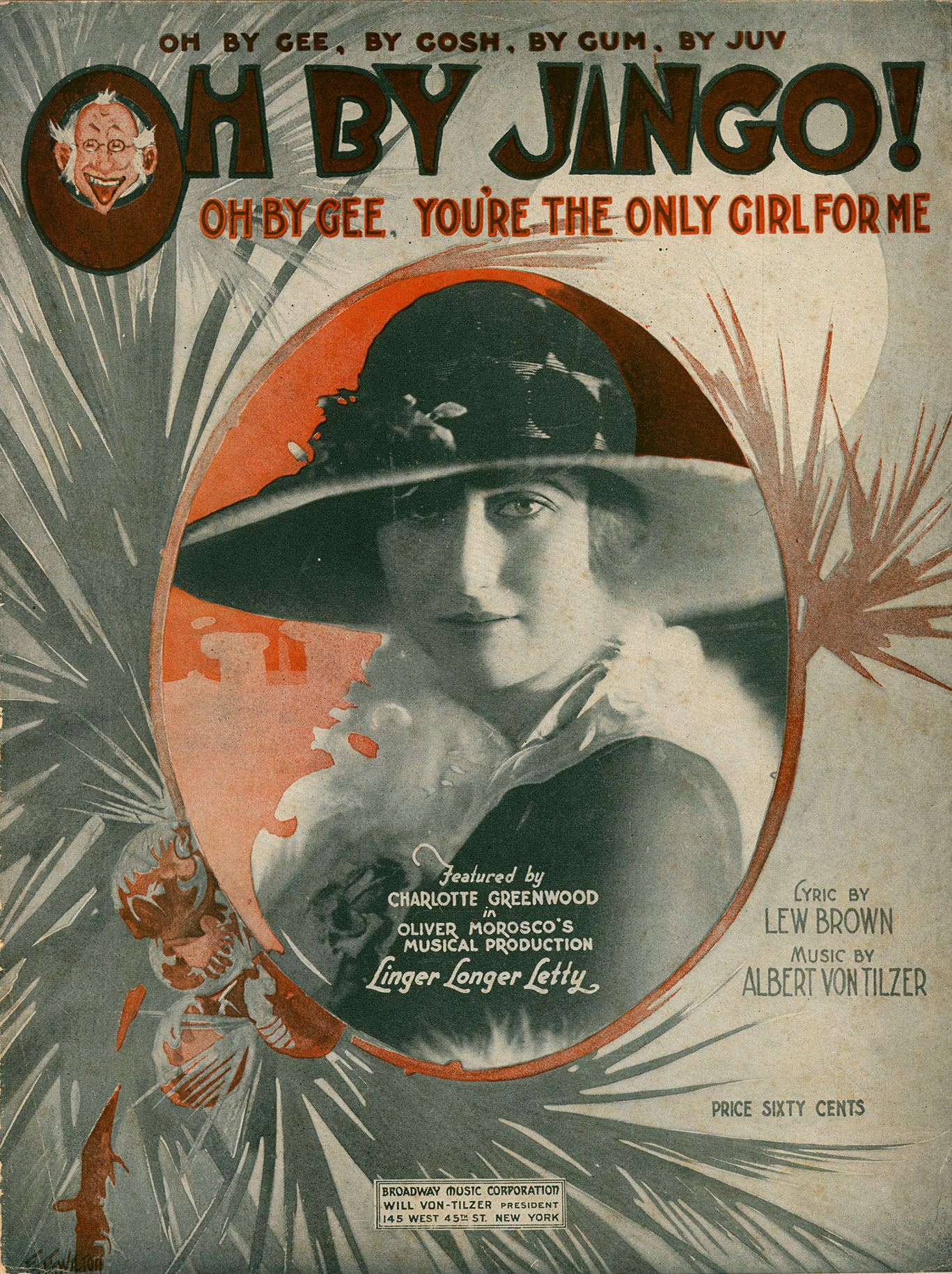
Notenblatt von Oh! By Jingo! (1919)

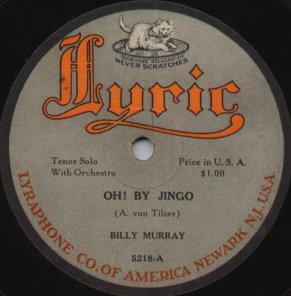
Schellackplatte von Oh! By Jingo!, gesungen von Billy Murray (1920)

Oh! By Jingo! (Oh By Gee, You're the Only Girl for Me) ist ein Popsong, den Albert von Tilzer (Musik) und Lew Brown verfassten und 1919 veröffentlichten.

## Hintergrund
Tilzer und Brown schrieben Oh! By Jingo! (Oh By Gee, You’re the Only Girl for Me) für das von Oliver Morosco produzierte Musical Linger Longer Letty, in dem der Song von Charlotte Greenwood vorgestellt wurde. Der Anfang der 1920er-Jahre in den Vereinigten Staaten populäre Tin Pan Alley Song, der sowohl im Text als auch in der Musik mit exotischen Elementen spielte, gehörte zu den Lieblingsliedern des jungen Leonard Bernstein.

## Erste Aufnahmen und spätere Coverversionen
Zu den Musikern, die den Song ab 1920 interpretierten, gehörten das American Quartet (Edison Blue Amberol 4041), Harry A. Yerkes (Vocalion), Ted Lewis (Columbia), Billy Murray (Lyric Records 5218), Nora Bayes, Frank Crumit (Columbia A2935), das Rega Dance Orchestra (Okeh) und Margaret Young (Victor 18666).
In Deutschland nahm der Jazzpionier Eric Borchard als “Eric Concerto's Yankee-Jazz-Band” Oh! By Jingo! bei Polyphon auf.
Der Pianist Adam Gelbtrunk spielte den Titel als “Joe Yellowstone” für Vox ein.
Ebenfalls bei Vox in Berlin nahm “Romanoffs Jazzband”, geleitet von Boris Romanoff, den Titel im April 1922 auf.
Der Diskograf Tom Lord listet im Bereich des Jazz insgesamt 53 (Stand 2016) Coverversionen, u. a. ab 1933 von The Three Keys, Gene Kardos, Clancy Hayes, Eddie DeLange, Ella Logan, Arthur Young, Lu Watters, Cy Watts, Frank Froeba, Eddie Condon, Benny Goodman, Billy May, Bobby Hackett/Vic Dickenson, Jacques Gauthé, Bill Allred, Keith Ingham sowie zahlreichen Dixieland-, Hillbilly-, Country- und Stringbands. Verwendung fand Oh! My Jingo! u. a. in dem Spielfilm Incendiary Blonde (1945, Regie George Marshall), wo er von Betty Hutton interpretiert wurde. Auch Chet Atkins und Burl Ives coverten den Popsong.